# Lacapelle-del-Fraisse
Lacapelle-del-Fraisse è un comune francese di 317 abitanti situato nel dipartimento del Cantal nella regione dell'Alvernia-Rodano-Alpi.

## Società

### Evoluzione demografica
Abitanti censiti